# Ceratonykus
Ceratonykus é um gênero de dinossauro terópode da família Alvarezsauridae, do período Cretáceo Superior da Mongólia. Ah uma única espécie descrita para o gênero Ceratonykus oculatus.